# Oued Namous
L'Oued Namous (en arabe : واد الناموس, oued signifie cours d'eau en arabe, namous signifie moustique en berbère et en arabe) est un fleuve qui traverse la chaîne atlasique en portant successivement les noms  d’oued Sfissifa, oued El Breidj (sur Aïn Sefra), oued Rouïba, oued Namous. Il draine toute la région d'Aïn sefra. En amont, d’Aïn Hadjadj, il reçoit en rive gauche l’oued Tiout. Au Sud de Moghrar Tahtani, il reçoit en rive droite l’oued Moghrar. À son arrivée au Sahara, il traverse les formations du Tertiaire Continental, puis se perd sous le Grand Erg Occidental.

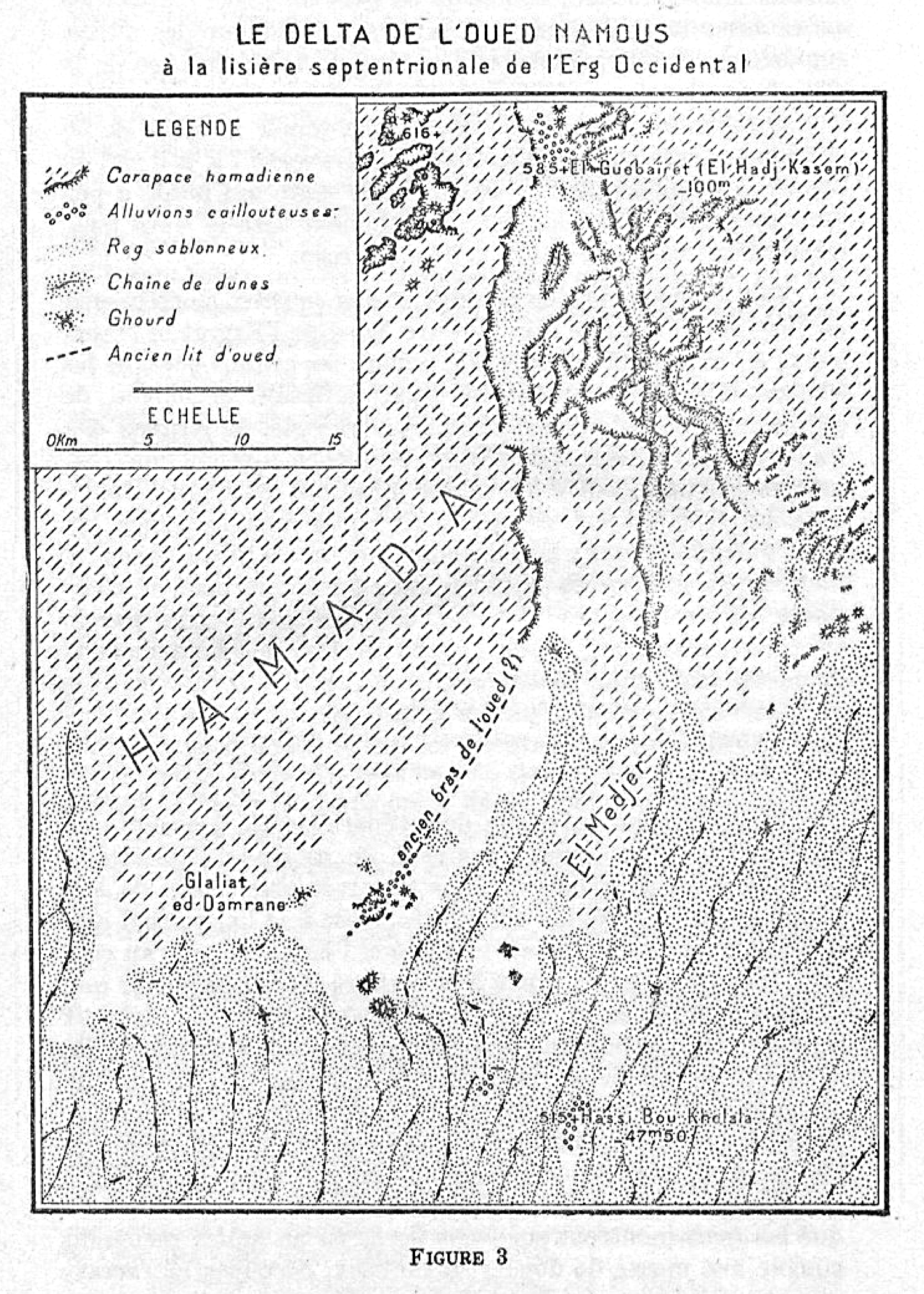
Le delta de l'oued Namous